# وارنر برذرز إنترآكتيف إنترتيمنت
وارنر برذرز إنترآكتيف إنترتيمنت هي شركة تابعة لـ وارنر برذرز متخصصة في نشر وتطوير ألعاب الفيديو بالإضافة إلى التوزيع ومنح التراخيص.

## استوديوهات
- مونولث برودكشنز
- نيثرريلم ستوديوز
- روك ستيدي ستوديوز
- تي تي جيمز

## ألعاب فيديو
- إنجاستس: غودز أمونغ أص
- داينج لايت
- باتمان: أركام أوريجنز
- باتمان: أركام سيتي
- باتمان: أركام أسايلم
- إنجاستس 2
- تراث هوجورتس